# Shane Jones
Shane Jones (Albany, febbraio 1980) è uno scrittore e poeta statunitense.
Ha pubblicato poesie e racconti su antologie e riviste letterarie, tra cui New York Tyrant e Typo. 
Il suo primo libro pubblicato in Italia è Io sono Febbraio (Light Boxes), uscito nel 2011 per Isbn Edizioni. 
In America il libro, appena uscito, è stato opzionato da Spike Jonze,  che aveva l'intenzione di realizzarne un film per la regia di Ray Tintori. Il film, poi, non è stato più realizzato. 
Il libro, pubblicato da Isbn Edizioni all'interno della collana Special Books, è stato molto apprezzato per la confezione/cofanetto, risultando una delle più apprezzate del 2011 e vincitrice del primo premio agli European Design Awards. 
Nel 2012 Isbn Edizioni ha pubblicato il suo secondo romanzo, dal titolo Daniel contro l'Uragano.

## Opere
- The Failure Six. Fugue State Press, 2010.
- Io sono Febbraio, Isbn Edizioni, 2011.
- Daniel contro l'Uragano, Isbn Edizioni, 2012.
- Mangiacristalli, Edizioni Forme Libere, 2019.
- Vincent e Alice e Alice, Pidgin Edizioni, 2020.